# Björgólfur Jóhannsson
Björgólfur Jóhannsson, född den 28 augusti 1955, är en isländsk revisor och företagsledare. 

## Biografi
Björgólfur Jóhannsson växte upp i Grenivík, nära Akureyri. Han utbildade sig till ekonom på Islands universitet med examen 1983 och blev auktoriserad revisor 1985. Han arbetade på revisionsbyråer i Akureyri 1980–1992. År 1992 blev han ekonomichef på fiskebolaget Útgerðarfélag Akureyringa hf och 1996 blev han utvecklingschef på det större Akureyribaserade fiskebolaget Samherji. Han blev 1999 chef för fiskeföretaget Síldarvinnslan och 2006 för Icelandic Group, ett världsomfattande försäljningsföretag för djupfryst fisk.
Mellan 2003 och 2008 var Björgólfur Jóhannsson också ordförande i den isländska organisationen för fiskebåtsägare.År 2008 blev han chef för Icelandair Group och var det under Finanskrisen på Island 2008–2012. Han var 2013–2017 ordförande för Islands arbetsgivarförening.

## Privatliv
Björgólfur Jóhannsson är gift med läraren Málfríður Pálsdóttir. Paret har två döttrar.